# واسطة السلوك في سياسة الملوك
واسطة السلوك في سياسة الملوك () هو كتاب سياسي ينتمي إلى الأدب السلطاني الإسلامي، أو ما يُعرف كذلك بمرايا الأمراء، وهو من تأليف السلطان الزياني أبي حمو موسى الثاني، حاكم مملكة تلمسان (الدولة الزيانية) خلال الفترة الممتدة بين 1359م و 1389م (760هـ - 791هـ). تاريخ تأليف الكتاب غير محدد بدقة، لكن يُرجح أنه كُتب بين عامي 1364م و1376م (765هـ - 777هـ). استطاع هذا الحاكم استعادة مدينة تلمسان التي كانت تحت سيطرة منافسيه المرينيين مؤقتا واسترجع الأراضي التي كانت تحت حكم أسلافه الزيانيين. ويُعدُّ الكتاب كذلك من المصادر الأولية القليلة التي أرَّخت لتلك الأحداث وللفترة التي شهدت حكم الزيانيين.
يحتوي الكتاب على مجموعة من الوصايا والنصائح السياسية التي يوجهها السلطان أبو حمو موسى الثاني لابنه وولي عهده، أبو تاشفين الثاني، بالإضافة إلى غيره من الأمراء والملوك، فالمؤلف يتناول مواضيع جوهرية مثل أخلاقيات الحاكم، العدالة، العقل، الشجاعة، الكرم، والفراسة. كما يناقش مقومات إدارة الدولة، كالجيش والوزراء والفقهاء والمال وما إلى ذلك، مُعتبرًا أن كتابه وما يحتويه من نصائح وإرشادات يشكل الأساس الضروري لنجاح أي حكم.
أما الأسلوب الذي اتبعه المؤلف في الكتاب، فيجمع بين الحكمة السياسية وتحليل الواقع، متجنبًا النهج الوعظي التقليدي، ويعكس أيضًا تأثرًا بالفكر السياسي الإسلامي السائد في ذلك العصر. ليكون بذلك وثيقة تُسهم في تتبع تطور هذا الفكر السياسي في الغرب الإسلامي. وقد كان الكتاب كذلك مرجعًا سياسيًا لبعض الحكام، مثل الأمراء والسلاطين العلويين وأولياء عهودهم في المغرب. لكن المفارقة الكبرى تكمن في أن ابنه، أبو تاشفين الثاني، لم يلتزم بتلك النصائح بل تمرد عليه، وتحالف مع منافسيه من المرينيين، ليقلب الأوضاع رأسًا على عقب، وينتهي الأمر بمقتل السلطان بتحريض من ابنه الذي خلفه في الحكم. يُعتبر هذا العمل فريدا في هذا النوع الأدبي، حيث أن مؤلفه أبو حمو موسى الثاني لم يكن مجرد مفكر أو فيلسوف في هذا التيار، بل كان حاكمًا مارس السلطة فعليًا، حيث حاول أن يجمع بين النظرية السياسية والتطبيق العملي، فبينما كانت مهمة التأليف السياسي تُوكل عادة إلى كتّاب البلاط أو الفقهاء أوالمفكرين، جاء هذا العمل ليعكس ازدواجية قلّما نجدها في العالم الاسلامي.
نُشر الكتاب لأول مرة في نسخة مطبوعة بتونس عام 1862م، إلا أن تلك الطبعة كانت منقوصة وافتقرت إلى المنهج العلمي في التحقيق. لاحقًا، تُرجم العمل إلى بعض اللغات، كالإسبانية والتركية. واهتم مجموعة من المؤرخين والدارسين بالبحث عن النسخ المخطوطة لهذا الكتاب لتحقيق نصه من جديد ودراسة محتواه والمصادر التي اُستقيت منها. وقد شهد هذا الاهتمام زيادة ملحوظة بعد نشر المؤرخ الجزائري عبد الحميد حاجيات لكتباه «أبو حمو موسى الزياني: حياته وآثاره» عام 1974م، الذي سلط الضوء على حياة السلطان وأعماله، مما دفع إلى المزيد من البحث والدراسات حول هذا الحاكم. وقد تعرض الكتاب لبعض النقد، حيث يرى البعض أنه مجرد تلخيص للكتب السابقة في هذا المجال، ولم يأتِ بجديد يذكر. بينما يجادل آخرون بأن هذا الادعاء باطل، مؤكدين أن الكتاب يحمل أفكارًا سياسية جديدة. ومن بين الانتقادات التي وُجهت إليه أيضًا، استخدام بعض القصص والروايات والأحاديث النبوية دون تحري الدقة أو التأكد من صحتها، ويُعزى ذلك إلى غياب النهج النقدي في تلك الفترة، حيث كان الهدف من هذا النوع من الكتب غالبًا تبرير شرعية حكم السلطان والبرهان على غزارة علمه وعلو كعبه في المجال المطروق.

## الجذور التاريخية
ظهرت الكتابة السياسية عند المفكرين المسلمين غير الفقهاء مبكرًا، منذ القرن 2 الهجري (8 الميلادي)، وكان عبد الحميد الكاتب من أوائل روادها. وذلك في رسالته إلى ولي العهد الأموي مروان بن محمد، أين قدم له توجيهات أخلاقية وسياسية، مؤكدًا على أهمية العلم والحكمة والتقوى والعزم في الحكم. كما شدد على ضرورة التروي في تصديق الأخبار، وعدم اتخاذ قرارات بناءً على معلومات غير مؤكدة. تمثل هذه الرسالة نموذجًا مبكرًا للفكر السياسي الإسلامي القائم على الجمع بين الأخلاق والإدارة الحكيمة.
لكن لم يُعنَ العرب بالتأليف كثيرا في السياسة قبل حركة الترجمة في العصر العباسي، إذ اقتصر النظر إلى الحكم في تلك الفترة على القيم الإسلامية التي تُحصر دور الحاكم في الاعتماد على نصوص القرآن والأحاديث النبوية في تنفيذ الأحكام الشرعية. ولكن لما بدأت حركة الترجمة التي شجعها العباسيون، كان ابن المقفع أول من بادر بترجمة الكتب الفارسية إلى العربية، كـ «كليلة ودمنة» و «سير الملوك، بالفارسية : خدای‌نامه» و«الأدب الصغير والأدب الكبير» وغيرها، فكانت هذه المبادرة سببًا في ظهور فن جديد يدمج بين السياسة والحكمة والتاريخ. ومع ذلك، ظل هذا الفن متأثرًا بالمواعظ الدينية والأخلاقية أكثر من كونه تحليلًا سياسيًا عميقًا.
بعد أن أخذ هذا النوع الأدبي الجديد في البروز والانتشار في المشرق، بدأ يظهر أيضًا في الغرب الإسلامي خلال القرن 5 هجري (11 ملادي)، من خلال أعمال عدد من المؤلفين، منهم الأندلسي الحميدي، الذي ألّف كتاب «الذهب المسبوك في وعظ الملوك». ويُعتقد أنه ألّفه أثناء إقامته في المشرق، نظرًا لعدم انتشاره في بلاد المغرب وخلو الفهارس العامة والخاصة هناك من أي إشارة إليه. وينتمي إلى هذا العصر و أول عصر المرابطين، أبو بكر المرادي وهو من أوائل من كتب في هذا النوع، وذلك في كتابه «السياسة أو الاشارة في تدبير الإمارة» الموجه إلى الحاكم المرابطي أبو بكر بن عمر اللمتوني. بعدها ظهرت عدة مؤلفات وكتابات وأخذت تنتشر في المنطقة.
ومع مرور الوقت، برز اتجاهان متباينان في هذا الأدب السياسي : الأول كان أخلاقيًا، كما في كتاب «سلوان المطاع» لابن ظفر و«كنز الملوك» لسبط ابن الجوزي، حيث كان التركيز على الزهد والصبر والابتعاد عن فتنة الحكم، فكانت السياسة تُحكم من خلال موازين الأخلاق. أما الاتجاه الآخر، فكان أكثر واقعية كما في «رسالة الصحابة» لابن المقفع و«رسائل لسان الدين بن الخطيب»، حيث كانت السياسة تُحلل بشكل عملي دون الاعتماد على السرد القصصي أو المواعظ. وفي هذا السياق، حاول أبو حمو موسى الثاني في كتابه «واسطة السلوك في سياسة الملوك» أن يجمع بين السياسة والأخلاق، فقدم رؤية متوازنة تعكس الواقع التاريخي، ودَرَسَ الفضائل كالكرم والشجاعة والحلم من منظور سياسي عملي. وحسب الباحث عبد الحميد حاجيات : «فإن هذا الكتاب يعد تطورًا مهمًا في الفكر السياسي العربي، حيث ركز على التحليل السياسي والإداري دون أن يكون مجرد كتاب وعظي أو تاريخي.»

## معلومات حول الكتاب

### المؤلف

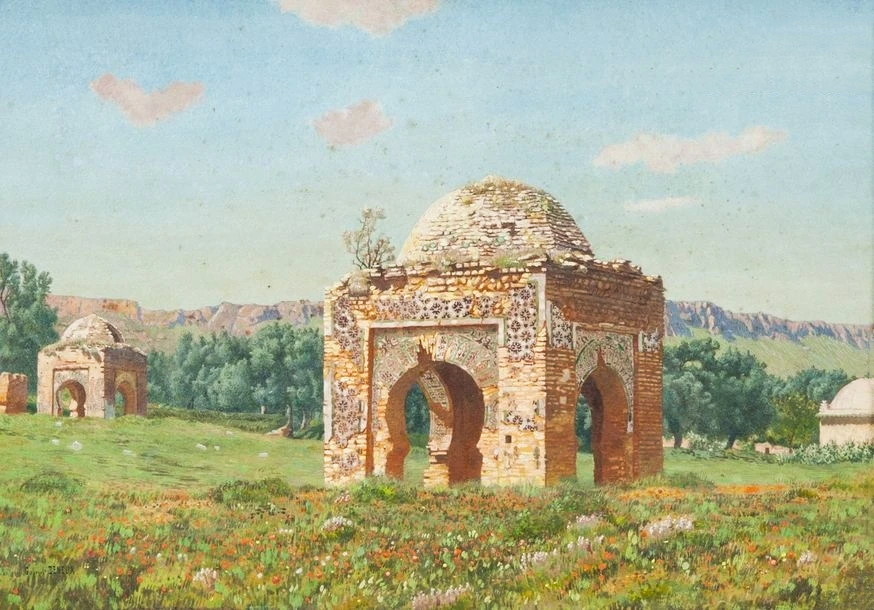
مقبرة ملوك وأميرات بني زيان في تلمسان، لوحة زيتية للفنان غابرييل تشارلز دونو.

كتاب «واسطة السلوك في سياسة الملوك» مؤلف سياسي من عمل السلطان الزياني أبو حمو موسى الثاني، الذي أعاد إحياء الدولة الزيانية (مملكة تلمسان) بعد أن خضعت أراضي أجداده الزيانيين مؤقتًا لسيطرة المرينيين. فقد تولّى هذا السلطان الحُكم بين 760هـ - 791هـ (1359م – 1389م)، واستطاع خلال فترة حكمه إعادة بناء أركان دولته وتعزيز مكانتها في المنطقة. جاء تأليف هذا الكتاب بوصفه دليلاً للحكم والإدارة، حيث أراد السلطان أن يترك لابنه وولي عهده، أبي تاشفين الثاني، مجموعة من الإرشادات والنصائح السياسية التي من شأنها أن توجهه في تسيير شؤون الدولة. لكن المفارقة أن هذا الابن لم يصن وصايا والده، بل تمرد عليه وتحالف مع بني مرين، لتشتعل بينهما نيران الصراع، وتنتهي بسقوط الأب قتيلًا بتحريض من ابنه، الذي ارتقى على أنقاضه إلى العرش.
يضم هذا الكتاب أيضًا مجموعة من أشعار السلطان، في حين لا يزال كتاب «راح الأرواح، فيما قاله المولى أبو حمو من الشعر وقيل فيه من الأمداح، وما يوافق ذلك على حسب الاقتراح»، الذي جمع فيه الحافظ التنسي قصائد وأشعار السلطان إلى جانب مدائح بعض معاصريه من شعراء تلمسان، مفقودًا. عنوان الكتاب «واسطة السلوك في سياسة الملوك» اختيار شخصي من أبو حمو موسى الثاني، حيث يوضح في مقدمته سبب تسميته، قائلاً : «.. رأيت أول ما نتحف به ولي عهدنا، ووارث مجدنا، والخليفة، إن شاء الله من بعدنا، وصايا حكيمة، وسياسة عملية علمية مما يختص به الملوك، وتنتظم به أمورهم انتظام السلوك، ولذلك سُمي هذا الكتاب بواسطة السلوك في سياسة الملوك، ليكون اسمه يوافق مسماه، ولفظه يطابق معناه.» وجاء ذكر هذا العمل في عدد من كتب التراجم والكتب التاريخية، من بينها :
- المقري التلمساني، الذي ذكره في كتابه الشهير «نفح الطيب من غصن الأندلس الرطيب»[9]؛
- لسان الدين ابن الخطيب، في كتابه «الإحاطة في أخبار غرناطة»[5]؛
- الحافظ التنسي، في كتابه «نظم الدر والعقيان في بيان شرف بني زيان»[5]؛
- إسماعيل باشا البغدادي، الذي ضمّنه في كتابه «إيضاح المكنون في الذيل على كشف الظنون»[9]؛
- خير الدين الزركلي، الذي أشار إليه في كتابه «الأعلام»[9]؛
- شوقي ضيف، الذي ذكره في عمله تاريخ الأدب العربي.[10]

كما يرى الباحث العراقي سعيد الغانمي أن عبد الرحمن ابن خلدون كان على علم بهذا الكتاب، لكنه لم يذكره في «العبر وديوان المبتدأ والخبر».

### تاريخ التأليف
لا يوجد نص يثبت بشكل قاطع تاريخ تأليف الكتاب، حيث لم يذكر أبو حمو موسى الثاني ذلك بوضوح في أي موضع من عمله. ومع ذلك، اجتهد بعض الباحثين في تحديد الفترة الزمنية لكتابته، ومنهم الباحث الجزائري عبد الحميد حاجيات حيث وضح أنه يمكن تحديد التاريخ المحتمل لتأليفه استنادًا إلى بعض الأدلة الداخلية الواردة في النص. فمن خلال الأحداث المعاصرة لفترة حكم السلطان، وأسلوب مخاطبته لابنه ابن تاشفين الذي يبدو أنه كان طفلًا صغيرًا، بالإضافة إلى ذكره لوزيره عبد الله بن مسلم بعبارات توحي بأنه كان لا يزال على قيد الحياة (حيث لم يُرفق اسمه بعبارة «رحمه الله»، التي كانت تُستخدم عادةً عند المسلمين للإشارة إلى شخص متوفّى)، يمكن الوصول إلى تقدير تقريبي لتاريخ التأليف. بناءً على هذه القرائن، يرجح الباحث أن العمل قد كُتب في 765هـ (1363م – 1364م).
الباحثة اللبنانية وداد القاضي بدورها حدّدت نطاق فترة كتابة العمل بين عام 760هـ (1359م)، وهو تاريخ دخول أبو حمو موسى الثاني إلى تلمسان واسترجاع المدينة من قبضة المرينين، وعام 777هـ (1375م)، وهو تاريخ انتهاء يحيى ابن خلدون (أخ عبد الرحمن ابن خلدون) من تأليف كتابه «بُغية الرُّواد في ذكر ملوك عبد الواد» الذي ذكر فيه كتاب السلطان. وبالاستناد كذلك إلى القصائد الشعرية واحتمال تاريخ كتابتها، حصرّت الباحثة في الأخير تاريخ تدوين العمل بين عامي 771 و777هـ (1370-1375م).

### المضمون
تناول السلطان أبو حمو موسى الثاني في كتابه «واسطة السلوك في سياسة الملوك» مختلف القواعد التي يجب على الحكام مراعاتها في إدارة شؤون الحكم والسياسة، حيث يُشكّل البعد الأخلاقي الأساس لهذه العملية، سواء فيما يتعلق بالسلطان نفسه أو بحاشيته، وذلك في إطار خطاب تدبيري ونصائحي. ما يُميّز هذا الكتاب أنه لم يكن موجّها من قِبل فقهاء أو كُتّاب السلطان، بل صدر عن السلطان نفسه، حيث خاطب فيه ولي عهده، أبو تاشفين الثاني وغيره من الأمراء والملوك، مما يجعله شهادة مباشرة على رؤية السلطان لمفهوم الحكم وأخلاقياته.
قٌسِّم الكتاب إلى مقدمة، أربعة أبواب، وخاتمة، ويهدف إلى توجيه ولي العهد أبو تاشفين الثاني في إدارة الدولة الزيانية. في المقدمة، يوضح المؤلف أن الهدف من التأليف هو تزويد ابنه بأسس الحكم الرشيد. حيث يحتوي الباب الأول على نصائح عامة للحاكم، تشمل العدل، التقوى، حفظ المال، والعناية بالجيوش و البطانة القريبة منه كالوزراء والمساعدين وكذا تقريب القادة و الأمراء. الباب الثاني، وهو الأهم، يتناول أسس الحكم، مثل العقل، السياسة، العدل، وأهمية المال والجيوش. الباب الثالث يحلل الصفات الضرورية للحاكم، كالشجاعة، الكرم، الحلم، والعفو. حيث رأى أن الأساس الذي يقوم عليه نظام الحكم يتمثل في الاعتماد على العقل في إدارة شؤون الدولة، والاستعانة بالحكماء وأهل الرأي في اتخاذ القرارات، مع نبذ الرأي القائم على الهوى، إذ أن مثل هذا النهج لا يحقق مصالح الدنيا ولا الآخرة. أما الباب الرابع، فيتناول الفراسة ودراسة الشخصيات لفهم دوافع الأفراد وسلوكهم. وفي الخاتمة، يقدم السلطان نصائح لابنه حول الأخلاق، اتباع الحق، دعم المسلمين في الأندلس، والاحتفال بالمولد النبوي، ويختتم ببعض القصائد.يمثل الكتاب بصفة عامة دليلًا سياسيًا وأخلاقيًا للحكام، يجمع بين الحكم العملي والقيم الدينية الإسلامية. وقد قُسم محتوى الكتاب كما حدده أبو حمو موسى الثاني على النحو التالي:
| القسم                                                                                     | العنوان                                                     |
| الباب الأول: في الوصايا والآداب والحكم التي ترشد طرق الصواب                               | الباب الأول: في الوصايا والآداب والحكم التي ترشد طرق الصواب |
| ----------------------------------------------------------------------------------------- | ----------------------------------------------------------- |
| الفصل الأول                                                                               | توصية ترشد الى الإنصاف بالعدل وتحلي بالفصل                  |
| الفصل الثاني                                                                              | توصية ترشد الى تغليب العقل على الهوى وتحض على ملازمة التقوى |
| الفصل الثالث                                                                              | توصية ترشد الى حفظ المال لبلوغ الغرض والآمال                |
| الفصل الرابع                                                                              | توصية ترشد الى حفظ الجيوش والأجناد والأمراء والقواد         |
| الباب الثاني: في قواعد الملك وأركانه وما يحتاج الملك اليه في إقامة سلطانه وهي أربعة قواعد |                                                             |
| القاعدة الأولى                                                                            | وهي قاعدة العقل                                             |
| القاعدة الثانية                                                                           | وهي قاعدة السياسة                                           |
| القاعدة الثالثة                                                                           | وهي قاعدة العدل                                             |
| القاعدة الرابعة                                                                           | وهي قاعدة جمع المال والجيش                                  |
| الباب الثالث: في الأوصاف المحمودة التي هي نظام الملك وجماله وبهجته وكماله وهي أربعة قواعد |                                                             |
| القاعدة الأولى                                                                            | وهي قاعدة الشجاعة                                           |
| القاعدة الثانية                                                                           | وهي قاعدة الكرم                                             |
| القاعدة الثالثة                                                                           | وهي قاعدة الحلم                                             |
| القاعدة الرابعة                                                                           | وهي قاعدة العفو                                             |
| الباب الرابع: في الفراسة وهي خاتمة السياسة                                                |                                                             |

## أهمية الكتاب
منذ أن نشر الباحث عبد الحميد حاجيات كتاب «أبو حمو موسى الزياني حياته وآثاره» عام 1974م، الذي قدّم فيه دراسة مفصلة حول حياة السلطان وأعماله، لم يتوقف الاهتمام بهذا الحاكم الزياني، وبكتابه «واسطة السلوك في سياسة الملوك». وتكمن قيمة هذا العمل ليس فقط في كونه مؤلفًا سياسيًا، وهو نوع أدبي كان شائعًا في عصره، ولكن أيضًا في كون مؤلفه هو السلطان نفسه. فبدلًا من أن يكون مجرد مفكر في هذا التيار، كان أيضًا حاكمًا يمارس السلطة فعليًا، مما يجعله نموذجًا نادرًا في تاريخ العالم الإسلامي، حيث يجمع بين التنظير السياسي والتطبيق العملي للسلطة.

### أهمية تاريخية و سياسية

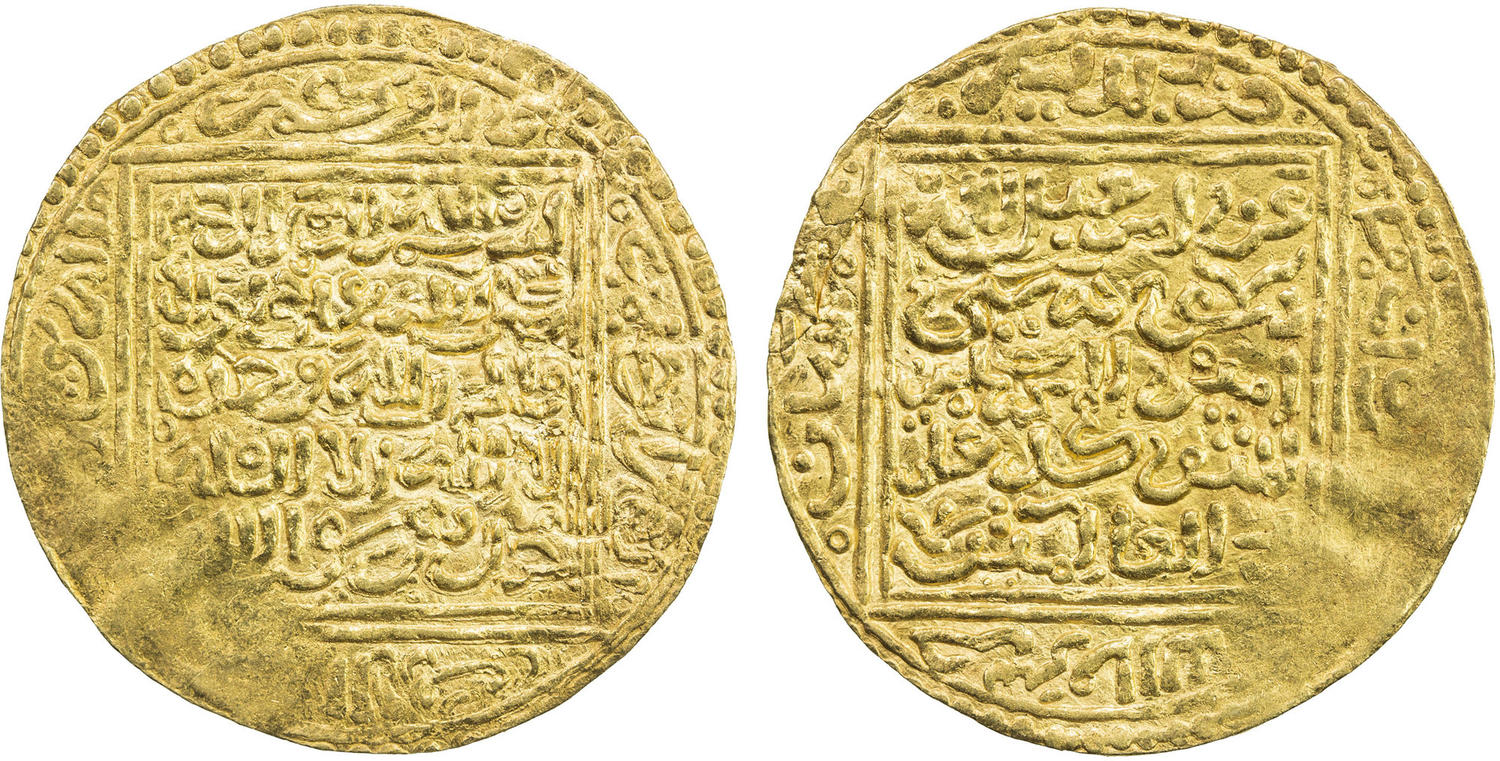
دينار ذهبي، يعود إلى مملكة تلمسان خلال فترة حكم السلطان أبو حمو موسى الثاني.

تشير الباحثة الفرنسية جينيفر فانز إلى أهمية الكتب التاريخية التي نُشرت خلال فترة حكم السلطان أبو حمو موسى الثاني، حيث إنها تمثل تقريبا المصادر الوحيدة التي أرّخت لحكم سلالة بني عبد الواد (بني زيان) والتي نجت من الضياع. ورغم احتمال فقدان أعمال تاريخية أخرى، فإن المؤلفات مثل «زهر البستان في دولة بني زيان» لمؤلف مجهول، و«بغية الرواد في ذكر الملوك من بني عبد الواد» لـيحيى بن خلدون، شقيق المؤرخ الشهير عبد الرحمن بن خلدون، فإن بقاء هذه الكتب إلى جانب «واسطة السلوك في سياسة الملوك» يبرز النشاط التاريخي اللافت الذي شهده عصر هذا الحاكم. فوجود ثلاثة أعمال تاريخية كُتبت جميعها خلال فترة حكمه يعكس اهتمام السلطان العميق بتوثيق تاريخ سلالته، بالإضافة إلى حرصه على تقديم إرشادات ونصائح لضمان حُكم رشيد ومستقر.
ويعد كتاب واسطة السلوك في سياسة الملوك كذلك وثيقة تاريخية ذات أهمية كبيرة، لكونه يساعد على فهم أسباب الصراعات التي شهدتها تلك الحقبة وما ترتب عليها، إلى جانب تتبع حركة القبائل المختلفة، وأهم مكوناتها وأصولها. كما يقدم الكتاب معلومات قيمة حول العديد من الأحداث التاريخية التي عاصرها المؤلف أو استقاها من المصادر التاريخية المختلفة، أو من روايات الأشخاص الذين تواصل معهم أو سمع عنهم. حيث أورد المؤلف وقائع قريبة من زمنه، مثل المعركة التي انهزم فيها السلطان أبو الحسن المريني في الأندلس، إلى جانب الأحداث التي شهدها بنفسه، أبرزها استرجاع تلمسان من قبضة المرينيين سنة 760هـ/1358م. يحتوي الكتاب أيضًا على بعض الملاحظات حول الأحداث السياسية التي شهدها العالم الإسلامي، مثل رأي المؤلف في اعتماد الحاكم الأموي عبد الملك بن مروان على الحجاج بن يوسف الثقفي. ووفقًا للباحث عبد الحميد حاجيات، فإن هذه الملاحظات تعكس فكر المؤلف الثاقب ونقده الصائب. تسهم هذه المعلومات في تمكين القارئ والباحث من استيعاب الواقع السياسي والاجتماعي الذي كان سائدًا آنذاك، سواء في بلاد المغرب أو خارجها.
كتاب أبو حمو موسى الثاني كان كذلك مصدر إرشاد سياسي للحكام والأمراء، ومثال ذلك أمير تافيلالت محمد بن الشريف الذي أشار في رسالته إلى محمد الحاج الدلائي بقوله: «وأما ما صرحتم به من أن من الصلح بين الملوك ما هو مكيدة وخدعة أكيدة، فقد سبقكم به السلطان أبو حمو صاحب تلمسان» وحسب الباحث محمد بن شريفة، فإن كتاب «واسطة السلوك في سياسة الملوك» كان من المراجع الأساسية في التكوين السياسي للملوك العلويين وأولياء عهودهم لفترة طويلة. ويشير الشاعر محمد بن إدريس العمروي أيضاً إلى اهتمام السلطان العلوي عبد الرحمن بن هشام بهذا الكتاب، وذكر إهداؤه نسخة منه إلى نجله محمد الرابع بن عبد الرحمن. وهكذا كان يتداول هذا الكتاب بين الحكام العلويين من محمد الأول إلى محمد الرابع.

### أهمية أدبية و اجتماعية
يحتوي الكتاب واسطة على العديد من القصائد الشعرية التي كتبها المؤلف، وهي قصائد تحمل أهمية أدبية، حيث توفر معلومات قيّمة حول الحياة الأدبية في تلمسان خلال ذلك العصر. وقد تميزت هذه المرحلة حسب الباحث محمود بوترعة بعدة سمات بارزة، منها: ارتقاء الذوق الفني إلى مستوى عالٍ، حيث تعكس لغة قصائد أبي حمو وأسلوبه مدى تطور النخبة العلمية والأدبية آنذاك، واهتمامها العميق بمختلف الأجناس الأدبية. رغم أن الكاتب كان بربريًا (أمازيغيا) في الأصل، إلا أنه أتقن أصول اللغة العربية وتحكم في أدواتها بمهارة، مما مكّنه من التعبير عن أقوى المعاني بأقل الألفاظ. وهذا يعكس الاهتمام الكبير الذي حظيت به اللغة العربية في عصره وانتشارها بين الحكام والمثقفين. رغم انشغال أبي حمو موسى الثاني بالسياسة وخوضه الحروب المتواصلة، إلا أنه تمكن من ترك إرث علمي، تاريخي، وأدبي غني، مما يعكس قوة شخصيته ومدى اهتمامه بالمعرفة إلى جانب الحكم. فقد تناول المؤلف في كتابه موضوعًا سياسيًا بحتًا، إلا أنه، كغيره من المؤلفين المسلمين الذين تناولوا هذا المجال، لم يستطع التخلص من النزعة الأدبية التي كانت سائدة في الكتابات السياسية آنذاك. فقد اعتمد بشكل كبير على الأسلوب الأدبي، حيث جاءت آراؤه السياسية مقترنة بأمثلة تاريخية تمزج بين الحقيقة والخيال، مما جعلها أقرب إلى القصة منها إلى التأريخ الدقيق. كما استند المؤلف في سرد هذه الأمثلة إلى كتب الأدب، حيث نقل منها العديد من الأمثال والحكم التي استخدمها لدعم آرائه السياسية وتوضيحها. وهذا يعكس مدى التأثير الذي مارسته التقاليد الأدبية والبلاغية في معالجة القضايا السياسية في ذلك العصر، حيث كانت السياسة والأدب متداخلين بشكل وثيق في الكتابات الموجهة للحكام والسلاطين.
يحمل الكتاب أهمية اجتماعية كذلك، إذ يتناول قضايا ذات صلة وثيقة بسلوك الأفراد في المجتمع آنذاك، لا سيما ما يتعلق بالحاكم والطبقة الحاكمة من الملوك والحكام والوزراء وسائر الأعوان. يبرز من خلال النصوص أن أبو حمو موسى الثاني كان يمنح العقل مكانة رفيعة، معتبرًا إياه أساسًا في الحكم والإدارة. وبحسب الباحث عبد الحميد حاجيات، فإن هذا التوجه يعكس تأثر السلطان بأقوال الفلاسفة، وابتعاده عن الاعتقادات الصوفية، إضافة إلى تباينه مع رأي أبي حامد الغزالي في هذا المجال. كان أبو حمو موسى الثاني يميل إلى تغليب دور العقل في الحكم واتخاذ القرارات.

## نسخ الكتاب

### نسخ مخطوطة
توجد عدة نسخ من هذه مخطوط من كتاب «واسطة السلوك في سياسة الملوك» موزعة عبر مختلف مكتبات العالم، وتُعد النسخة الأقدم حتى الآن تلك المحفوظة في المكتبة الوطنية الجزائرية. ومن بين هذه النسخ نجد:
- مخطوط المكتبة الوطنية الجزائرية : تُحفظ هذه النسخة في المكتبة الوطنية الجزائرية تحت الرقم 1374، وهي نسخة كاملة مكونة من 94 صفحة، بأبعاد 204 × 260 مم. تتميز بالحفظ الجيد وهي مجلدة، وتُعد الأقرب زمنيًا إلى عصر المؤلف، إذ نُسخت في الجزائر بعد حوالي قرن من وفاة السلطان. المخطوط مكتوب بـالخط المغربي وبحبر أسود، ويعود تاريخ نسخه إلى القرن العاشر الهجري (القرن السادس عشر الميلادي). يُشير وجود نص رأسي في نهاية المخطوط إلى كون هذه النسخة من بين النسخ الأكثر تداولًا في ذلك العصر[23]؛
- مخطوط المكتبة الوطنية الفرنسية : تُحفظ هذه النسخة في المكتبة الوطنية الفرنسية، تحت المُعرّف Arabe 7246 وقد كانت مِلكًا لمُدرّس سابق يُدعى مولاي الحسن البغدادي.[معلومة 6] يعود تاريخ نسخها إلى أوائل جمادى الأول 926 هـ / أبريل 1520م، وتحمل هذه النسخة توقيع ناسخها. رقمنتها المكتبة ونشرها على الإنترنت في عام 2017م. المخطوط مكتوب بالحبر البني، و بـالخط المغربي، والنص مشكل. العناوين والكلمات المهمة مدونة بالحبر الأحمر، الأخضر، أو البني. يتكون المخطوط من 124 ورقة، بأبعاد 270 × 190 مم. وتشير البطاقة التعريفية للمخطوط إلى وجود نسخ أخرى محفوظة في إسطنبول، والتي يعود تاريخ نسخها إلى 1296 هـ / 1878م[24]؛
- مخطوط الأرشيف العام بالرباط : تُحفظ هذه النسخة في الرباط (المغرب)[معلومة 7]، تحت الرقم 586، تحمل هذه النسخة توقيع صاحبها لكنه غير مذكور في أي من صفحاتها البالغ عددها 154 صفحة أبعادها 200x290 مم، وتحتوي على 30 سطرًا في معظم الصفحات. تعود إلى سنة 1129 هـ، وهي مكتوبة بالخط المغربي، مع وجود تعليقات هامشية[23]؛
- مخطوط مكتبة جامعة الملك سعود : تُحفظ هذه النسخة في مكتبة جامعة الملك سعود، قسم المخطوطات بالرياض (السعودية)، تحت الرقم العام 7236، والرقم المصنف 320/و.ح. وهي نسخة مصورة من مخطوط الخزانة العامة في الرباط. أبعاد المخطوط 205x290 مم، ويتكون من 63 صفحة، تحتوي معظمها على 30 سطرًا. كُتب بالخط المغربي، ويعود تاريخ نسخه إلى 1129 هـ/1717م، دون أن يُذكر اسم الناسخ.[23] تمت رقمنته ونشره على الإنترنت[25]؛

- مخطوط القصر الملكي المغربي : تُحفظ هذه النسخة في مكتبة الحسن الثاني بـالقصر الملكي في الرباط (المغرب)، وتُعد من أقرب النسخ زمنًا إلى النسخة الجزائرية. كُتبت بخط مغربي واضح، إلا أن الوصول إليها صعب، مما يفسر عدم تناولها في معظم الدراسات السابقة. تحمل الرقم 836 في الفهرس، وتتألف من 169 صفحة بأبعاد 220×130مم. وعلى الرغم من وضوح الخط، إلا أن أجزاء كبيرة من النص باهتة وغير مقروءة بوضوح[23]؛
- مخطوط المكتبة التونسية : تُحفظ هذه النسخة في المكتبة الوطنية التونسية وقد تم رقمنتها ونشرها على الإنترنت في عام 2020م.
- مخطوط خزانة أدرار : تُحفظ هذه النسخة في مخبر المخطوطات بالجامعة الإفريقية في أدرار (الجزائر) تحت الرقم 13577، بينما يحمل رقم الحفظ في الخزانة طمخ1263. يبلغ مقاسها 290×205 مم، وتتكون من 63 صفحة و126 ورقة، وهي مكتوبة بالخط المغربي.[26]

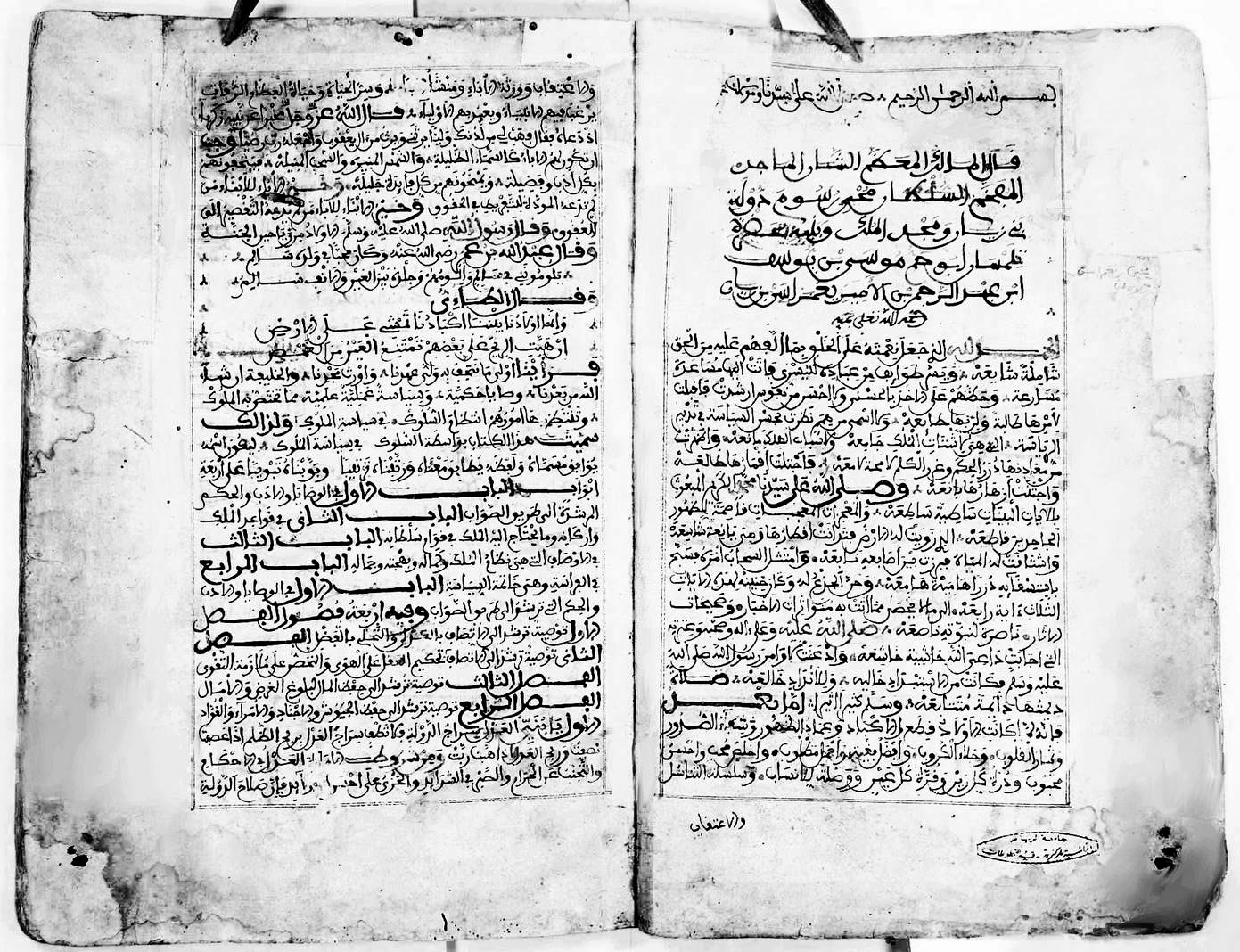
مخطوط مكتبة الملك سعود
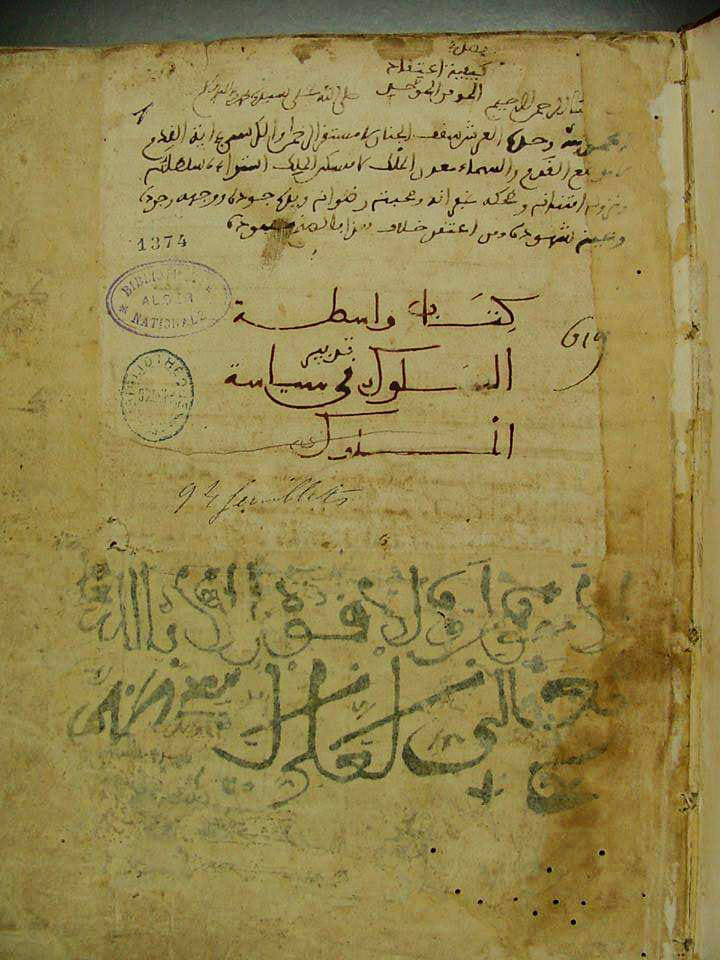
مخطوط المكتبة الوطنية الجزائرية
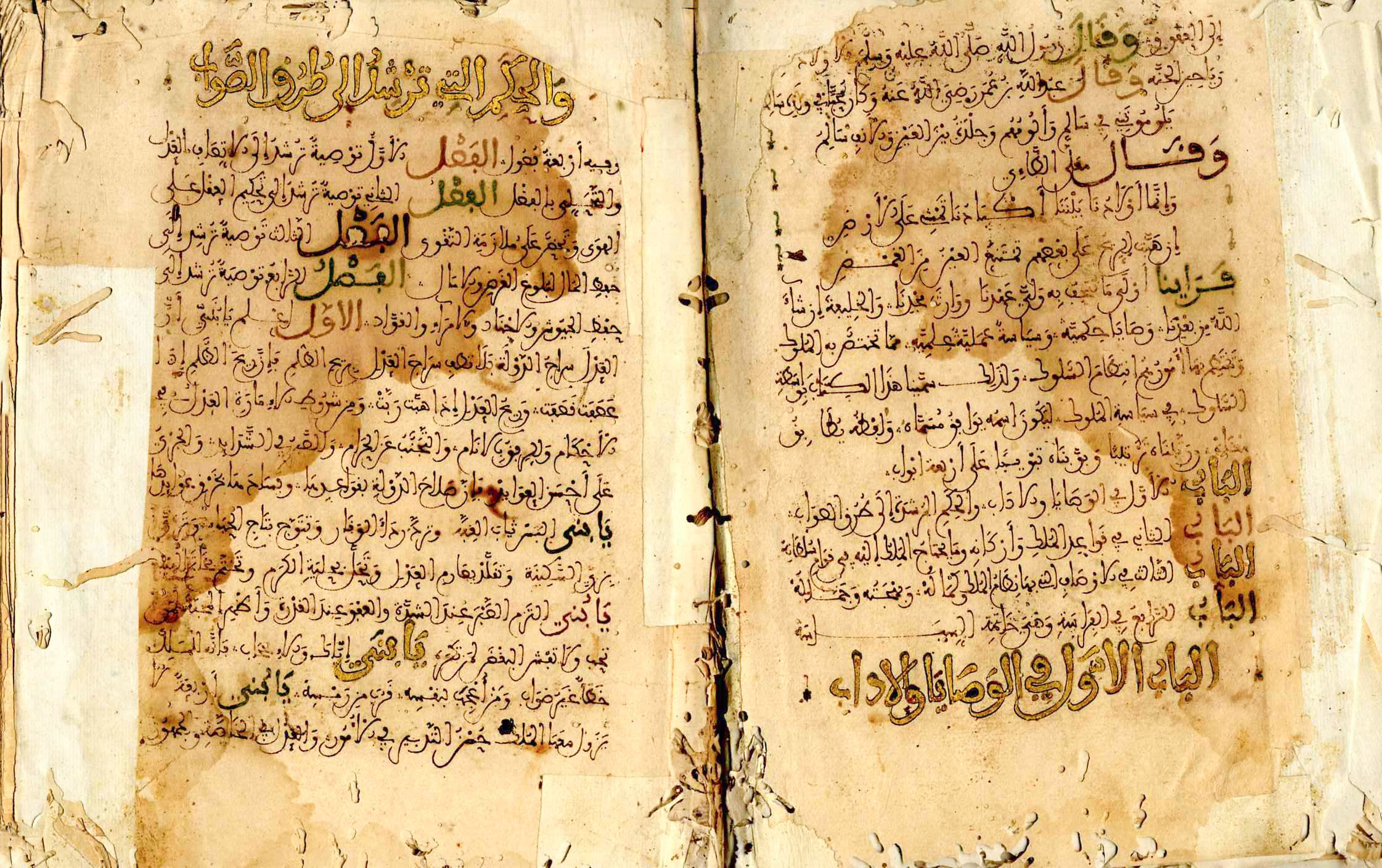
مخطوط خزانة أرشيف الرباط
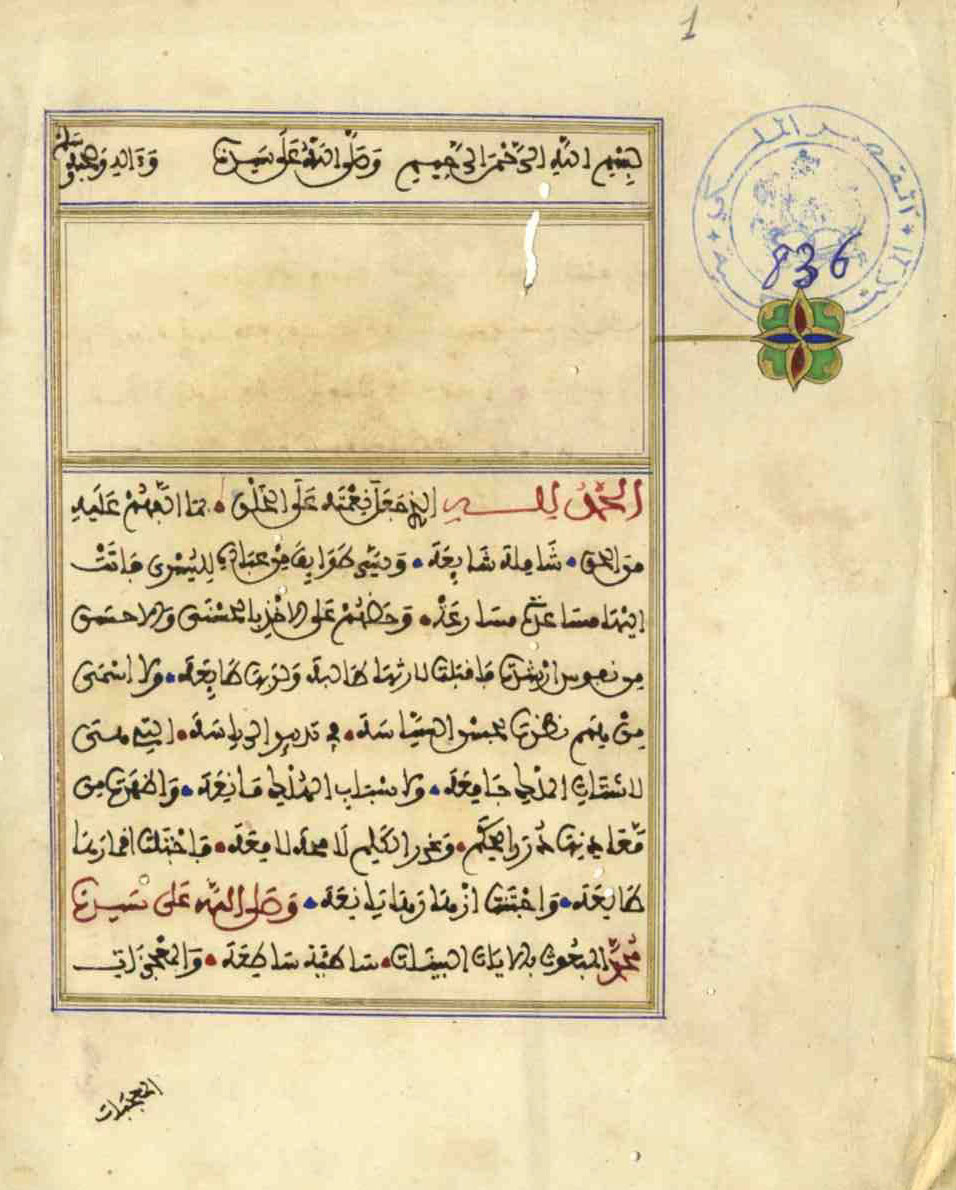
مخطوط مكتبة القصر الملكي المغربي
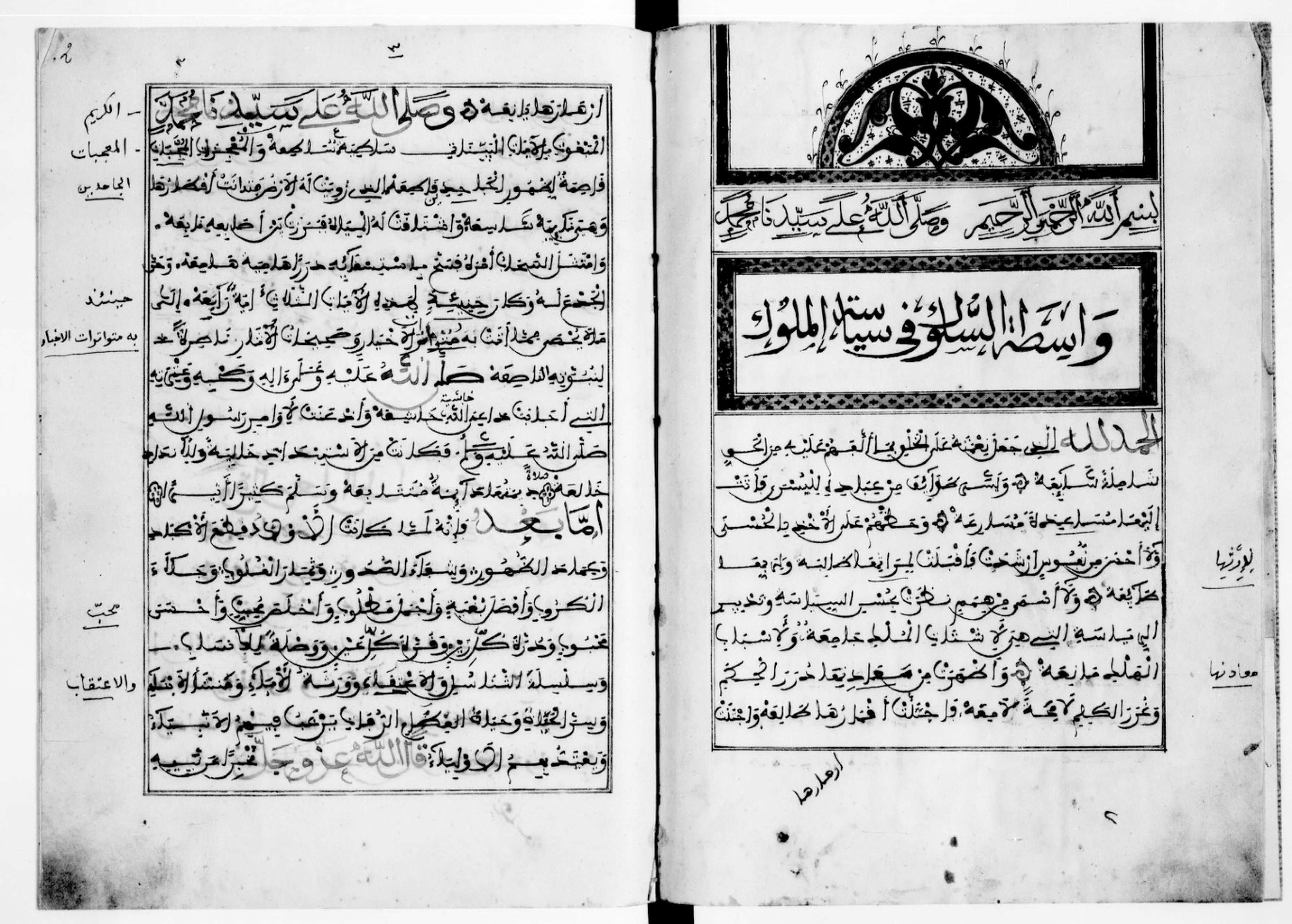
مخطوط المكتبة الوطنية الفرنسية

### نسخ مطبوعة
حقق نص المخطوطات عدد من الباحثين، وتفاوتت جودة التحقيق وفقًا لاختلاف المخطوطات المستعملة والفترات الزمنية التي تم فيها التحقيق. ومن بين هذه النسخ نجد :
- نسخة المطبعة التونسية : تُعد هذه النسخة أول طبعة منشورة للكتاب وذلك نتيجة بداية ظهور المطابع، حيث نُشرت عام 1863م وطبعت بـالمطبعة التونسية. وكان ذلك بتحقيق من الكاتب والباحث التونسي محمود قابادو حيث صحح الجزء الأول من النص، بينما تولى المصحح التونسي محمد بشير التواتي تصحيح الجزء الأخير.[27] انتشرت هذه النسخة بعدها في أماكن متفرقة، مثل المكتبة الوطنية الجزائرية[28]، والأكاديمية الملكية للتاريخ في إسبانيا[29]، مكتبة متحف بريطانيا[30]، ومكتبة الجمعية الآسيوية بالهند.[31] تضمنت النسخة تعريفًا موجزًا بالسلطان أبي حمو موسى الثاني، لكن هذا الاصدار يعاني من بعض القصور، حيث طُبعت بجودة متواضعة دون تحقيق علمي دقيق للنص. لم تُرفق بأي ملاحق أو هوامش أو تعليقات توضيحية[32]، وهو ما يُعزى إلى محدودية الوصول إلى المخطوطات في ذلك الوقت، إلى جانب غياب المنهجية العلمية في تحقيق النصوص.[33]
- نسخة الأستانة : طبعت نسخة من الكتاب في الأستانة (إسطنبول خلال الحكم العثماني) ونشرت عام 1878م.[34]
- نسخة عبد الحميد حاجيات : حقق الباحث عبد الحميد الحجيات جزء من نص الكتاب اعتمادًا على النسخة المحفوظة في المكتبة الوطنية الجزائرية، حيث ركز فقط على القصائد الشعرية الواردة في المخطوط. وقد أدرجها ضمن كتابه «أبو حمو موسى الزياني : آثاره وحياته»، الذي نُشر عام 1974م، وذلك عند تناوله أسلوب السلطان الأدبي.
- نسخة عبد الرحمان عون و محمد الزاهي : صدرت هذه النسخة عام 1990م وطبعتها دار بوسلامة للنشر والتوزيع التونسية في 204 صفحة، أُرفقت هذه الطبعة بمقدمة من عبد الرحمان عون ومحمد الزاهي.[35]
- نسخة محمود بوترعة : حقق الباحث الجزائري محمود بوترعة نص الكتاب استنادًا على نسخة الخزانة العامة بالرباط، حيث عمل على استخراج الأحاديث النبوية والآيات القرآنية التي وردت فيه. كما عرّف بالكتاب وكاتبه أبو حمو موسى الثاني ومنهجيته في التأليف وسمات عمله. وقد اشتمل هذا العمل على 304 صفحة، ونُشر في عام 2012م بالتعاون مع دار النعمان ودار شيماء بالجزائر[16].
- نسخة عبد الغني محمد علي مستو : أنجز الباحث عبد الغني محمد علي مستو تحقيق للنص، وأرفق الكتاب بمقدمة للمترجم والمفكر اللبناني رضوان السيد. جاء العمل في 485 صفحة ونشر عام 2015م عن مركز ابن الأزرق لدراسات التراث السياسي بـالرياض.[36]
- نسخة محمد محمود خلف : حقق الباحث والمترجم العراقي محمد محمود خلف نص الكتاب، معتمدا على مخطوط مكتبة جامعة الملك سعود، واشتمل عمله على تخريج وتصحيح الآيات القرآنية والأحاديث النبوية، مع ضبط الكلمات العربية الواردة في النص ضبطًا دقيقًا. كما شُرحت المعاني والكلمات الغامضة، وعُرّف بالأعلام المذكورة، مع توثيق النصوص المقتبسة من المصادر التاريخية. أُرفق العمل بملاحق إضافية تضمنت تعريفًا بأبو حمو موسى الثاني وموجز لتاريخ الدولة الزيانية، إلى جانب استعراض للكتب السياسية التي ظهرت في هذا النوع الأدبي. جاء هذا العمل في 344 صفحة، ونشر عام 2020م عن دار الكتب العلمية في بيروت.[37]
- نسخة جاد الخنوسي : حقق الباحث ومدرس جامعة قادس الاسبانية جاد الخنوسي نص الكتاب بالاعتماد على عدة مخطوطات، أبرزها مخطوط المكتبة الوطنية الجزائرية ومخطوط الخزانة العامة بالرباط، وذلك في إطار أطروحته لنيل شهادة الدكتوراه. أرفق الكتاب بتعريف شامل بالسلطان أبو حمو موسى الثاني والدولة الزيانية، كما عمل على استخراج الأحاديث النبوية والتحقق من صحتها، إلى جانب توثيق الآيات القرآنية والقصص الواردة في النص. بالإضافة إلى ذلك، أضاف فهرسًا للكتب المشار إليها، والاقتباسات الشعرية، والأمثال، والأعلام، والأماكن، إلى جانب المصطلحات السياسية والاقتصادية والاجتماعية التي وردت في المخطوط. وبعد تحقيقه للنص، ترجمه من العربية إلى الإسبانية تحت إشراف أساتذة من جامعة غادِش في إسبانيا. جاء هذا العمل في 586 صفحة، ونُشر عام 2023م.[33]

### ترجمات
نُشر كتاب «واسطة السلوك في سياسة الملوك»، لأول مرة بشكل مطبوع في تونس بتاريخ 26 سبتمبر 1862م. وقد حصل المستشرق الإسباني باسكوال كيانجوس على نسخة منه رفقة كتب اخرى، وأرسلها إلى الأكاديمية الملكية للتاريخ التي كانت مهتمة بدراسة التاريخ الإسباني. هناك، نال الكتاب اهتمام المستشرق فرانسيسكو كوديرا، الذي درس محتواه ونشر مقالا حوله في النشرة الدورية للأكاديمية الملكية للتاريخ في المجلد 23 عام 1893م.
وبعد التعريف الذي حظي به الكتاب من قبل المستشرق فرانسيسكو كوديرا في النشرة الدورية للأكاديمية الملكية للتاريخ، سعى المستعرب والمستشرق الآراغوني غاسبار ريميرو، أستاذ اللغة العربية في جامعة غرناطة، إلى ترجمة الكتاب إلى الإسبانية اعتمادا على الطبعة التونسية. ونشر العمل عام 1899م بـسرقسطة، وحمل الكتاب عنوانا مختلفا (بالإسبانية: El Collar de Perlas: Obra Que Trata de Política y Administración). وضمّت الطبعة 549 صفحة. في مقدمة الكتاب، تحدث المترجم ريميور عن التحديات التي واجهها أثناء إنجاز العمل، خصوصًا عند نقل الأبيات الشعرية العربية والجمل الأدبية، وهي الصعوبات التي كادت أن تدفعه للتراجع عن اكمال المشروع. لكن الدعم والتشجيع الذي تلقاه من زملائه كان دافعًا قويًا له لاستكمال الترجمة. كما أضاف ريميرو ملحقًا إلى كتابه، خصصه للتعريف بالسلطان أبو حمو موسى الثاني، لكنه لم يترجم التعريف الوارد في النسخة التونسية، بل صاغ له تعريفًا جديدا خاصًا به. هذه الترجمة احتوت على أخطاء واختلافات في معاني العديد من المصطلحات العربية، مما أثر على دقة نقل النص الأصلي. في عام 2023م، نشر الباحث جاد الخنوسي ترجمة إسبانية جديدة للكتاب، وذلك بعد تحقيقه للنص العربي بنفسه بالاعتماد على المخطوطات، ضمن إطار أطروحته لنيل شهادة الدكتوراه من جامعة قادس.
هناك أيضًا ترجمة تركية للكتاب، صدرت عام 1879م، وجاءت في 205 صفحة، وتم طبعها في القسطنطينية.

## نقد الكتاب

### أصالة المحتوى
أثارت فكرة أصالة محتوى الكتاب بعض الجدل حول مدى استقلاليته الفكرية وعلاقته بكتاب «سلوان المطاع في عدوان الأتباع» لابن ظفر الصقلي. وهذا بسبب اعتماد الدارسين على ما أورده المقري التلمساني في كتابه «نفح الطيب من غصن الأندلس الرطيب» بقوله أن السلطان : «... له تأليف حسن في السياسة لخص فيه سلوان المطاع لابن ظفر وزاد عليه فوائد و أورد فيه جملة من نظمه و أمورا جرت له من معاصريه من ملوك بني مرين وغيرهم وصنفه لولي عهده وسماه نظم السلوك في سياسة الملوك.» أي أن أبو حمو موسى الثاني لخص كتاب ابن ظفر وأضاف إليه فوائد وأحداثًا من زمانه، مما دفع عددًا من الباحثين إلى التقليل من قيمته باعتباره مجرد إعادة صياغة لأفكار سابقة دون تقديم نظرية سياسية خاصة به، وأبرزهم المغربي عز الدين العالم، الذي يرى أن أبا حمو لم يبتكر فكرًا سياسيًا جديدًا، بل كان مجرد ناقل للفكر السياسي الذي سبقه، منتقدًا بعض المحققين الذين يبالغون في اعتبار الكتاب إبداعًا مستقلًا. على النقيض، ترى الباحثة العراقية وداد القاضي أن أبا حمو لم يكن مجرد ناقل بل كان مفكرًا سياسيًا وأديبًا استطاع أن يقدم رؤية سياسية واضحة في كتابه. فقد درست النصوص التي اقتبس منها أبو حمو موسى الثاني وخلصت إلى:
تعكس هذه الاختلافات في التقييم إشكالية الحكم على النصوص الفكرية في تلك الفترة، حيث يصعب أحيانًا الفصل بين التأثر والإبداع. ولا يمكن إصدار حكم نهائي على «كتاب واسطة السلوك في سياسة الملوك» دون دراسة عميقة لخطابه السياسي وتحليل مدى تطويعه للمصادر المختلفة، إذ يتفق الجميع على أنه يجمع بين فكر سياسي متنوع مستمد من المرجعيات الإسلامية والفارسية وغيرها، نظرًا لأن الأدب السلطاني يعتمد بطبيعته على الاقتباس من النصوص السابقة.

و أضافت الباحثة وداد القاضي أن:
وحسب الباحثان بوشيبي فهيمة و بوسعد الطيب، فإن كتاب واسطة السلوك في سياسة الملوك ليس مجرد إعادة إنتاج لفكر سابق، بل هو عمل سياسي مستقل يحمل رؤية خاصة تعكس طبيعة التدبير السياسي في تلك الفترة. و تقييمه يجب أن يتم بناءً على سياقه التاريخي بدلًا من مقارنات معاصرة قد تفتقد الدقة في التحليل.

### أسلوب الكتاب
يرى الباحث عبد الحميد حاجيات أن الأسلوب الأدبي في الكتاب كان يميل أحيانًا إلى الإطناب والسجع، مع الإفراط في استخدام المحسنات البديعية إلى حد التكلف. ومع ذلك، فإن هذا التصنع في التعبير لا يؤدي إلى الملل أو الضجر. وقد حاول أبو حمو موسى الثاني الجمع بين الأدب والسياسة في كتابه، لكن هذا التمازج أحيانًا يجعل القارئ ينسى المغزى الحقيقي من القصة الموردة لأخذ العبرة، فيقرأها لمجرد التسلية، أو قد يصاب بشيء من الفتور والملل. من بين هذه القصص التي وردت في الكتاب، والتي يمكن أن تعكس هذا الأسلوب، قصة شابور الثاني ملك الفرس، وقصة قصير بن سعد والزباء. ويعود هذا الطابع إلى الأسلوب السائد في ذلك العصر، حيث كان الناس يميلون إلى قصص الغرائب والعجائب، مثل «ألف ليلة وليلة» و«رحلة ابن بطوطة». ولا يمكن لومه على ذلك، إذ كان هذا الأسلوب هو السائد آنذاك، حتى يبرهن الكاتب على علو كعبه في المجال الثقافي المطروق وغزارة علمه، وهذا ما جعله يتماشى مع الذائقة الأدبية السائدة في ذلك الوقت.
ومن جهة أخرى، أشار الباحث جاد الخنوسي إلى وجود بعض الأحاديث ذات الطابع الشيعي، وهي مرفوضة من قبل رواة الحديث في العقيدة السنية التي ينتمي إليها المؤلف. وينطبق الأمر ذاته على قصة ابن عباس، الذي يعد من كبار علماء الأمة الإسلامية، حيث لم ترد هذه القصة في أي مصدر موثوق يوثق سيرة النبي. ويضيف الباحث أن هذا ليس أمرًا مستغربًا، نظرًا لكون عمل أبي حمو موسى الثاني ينتمي إلى الأدب السلطاني، حيث أن هذا النوع من الكتابات حسب الكاتب عبد الله العروي لا يُفرّق بين إرث النبي، وعدالة كسرى، وعقلانية سقراط، فالغاية لا تتجاوز تبرير شرعية السلطان، حيث تُسخّر معظم هذه الكتابات لصالح السلطة الحاكمة.
سلسلة الروايات الواردة في هذا النوع من الأدب، معظمها مستمد من التراث الكلاسيكي، — سواء من بيزنطة، بلاد فارس، أو حتى من فترة بدايات الإسلام— وتتكرر في العديد من هذه الأعمال، حيث تُقتبس من مصادر مختلفة دون إخضاعها لأي تحليل علمي. ويعزو ذلك إلى السياق التاريخي الذي كُتب فيه النص حيث كان المنهج النقدي غائبًا، على عكس ما هو سائد في الدراسات الحديثة اليوم.